# Godzilla (film 1998)
Godzilla è un film del 1998 diretto da Roland Emmerich.
Il film è un remake del giapponese Godzilla del 1954, diretto da Ishirō Honda. Si tratta del ventitreesimo lungometraggio avente per oggetto Godzilla, il primo prodotto interamente da uno studio cinematografico americano. Venne prodotto da Centropolis Entertainment e TriStar Pictures, con la TriStar responsabile anche della distribuzione e la Sony Pictures Entertainment responsabile della distribuzione su home media.
Il film venne dedicato alla memoria del cocreatore di Godzilla, Tomoyuki Tanaka, deceduto durante la realizzazione del film.
La pellicola venne distribuita dal 20 maggio 1998, ricevendo numerose reazioni negative, sia dalla critica che dai fan della serie, nonostante questo ottenne buonissimi incassi, guadagnando $136 milioni negli Stati Uniti e $379 milioni internazionalmente, risultando il nono film più redditizio in America del 1998 ed il terzo nei cinema stranieri. Malgrado il buon profitto, il film venne considerato una delusione. Vinse due premi nei Golden Raspberry Awards del 1999 per peggior remake/sequel e per la peggior attrice non protagonista, oltre ad essere nominato per il peggior film, il peggior regista e la peggior sceneggiatura. I sequel progettati furono scartati in favore di una serie di cartoni animati intitolata Godzilla: The Series.
Nel 2004, la Toho iniziò a denominare l'incarnazione TriStar di Godzilla con il nome "Zilla". Per distinguerlo chiaramente dall'originale, le ulteriori apparizioni di questo personaggio avvennero proprio con questo nome.

## Trama
Nella Polinesia francese vengono effettuati dei test atomici presso dei piccoli atolli disabitati. Colpite dalle conseguenti radiazioni, un piccolo gruppo di iguane anni dopo muta in una nuova specie di mostri giganteschi. Di questi uno soltanto sopravvive. La presenza di questo mostro viene registrata per la prima volta una notte da un peschereccio giapponese in avaria. Nemmeno il tempo di capire di cosa si tratti che il natante viene attaccato e affondato.
L'agente dei servizi segreti francesi Philippe Roaché, si reca all'ospedale dove l'unico dei superstiti alla strage marittima riesce a pronunciare solamente la parola "Gojira". Roaché individua nel biologo Niko Tatopoulos uno dei pochi in grado di comprendere l'origine di questa misteriosa creatura. Tatopoulos si occupa infatti da anni di studiare i vermi esposti alle radiazioni di Černobyl' ed è ingaggiato dai servizi segreti statunitensi che precedono Roaché.
Tatopoulos si mette sulle tracce del mostro ed è impressionato, tra le altre cose, dalle sue gigantesche impronte. La creatura, seguendo i banchi di pesce, è arrivata fino a New York dove emerge scatenando il panico in tutta la città. Il video-reporter Victor Palotti "Animal" riesce a filmare il mostro, diventando una sorta di celebrità assieme alla moglie Lucy. Niko, apparso in televisione con un'équipe di scienziati, attira l'attenzione dell'ex-fidanzata, Audrey Timmonds, ambiziosa reporter in cerca di un servizio sensazionale.
Il mostro, attirato dall'odore di pesce secondo le indicazioni di Niko, esce allo scoperto ed è attaccato con elicotteri da guerra, soldati e altri mezzi, riuscendo a fuggire . Nel sottosuolo vengono poi scoperte tonnellate di pesce nascoste. Si presume quindi che il mostro, in grado di riprodursi da solo, si stia preparando per la nascita dei suoi cuccioli.
Audrey, avvicinato Niko, ne tradisce la fiducia svelando poi ai media le scoperte riservate riguardanti il mostro, che sarebbe un'iguana geneticamente mutata. La giovane reporter è poi scavalcata dal suo superiore che si attribuisce i meriti dello scoop e, per primo, dà nome al mostro "Godzilla".
Tatopoulos è incolpato della fuga di notizie e viene licenziato. Prima di lasciare New York il biologo suggerisce di controllare se il gigantesco mostro abbia deposto delle uova, ma il governo decide di non seguirlo. Tatopoulos è poi sequestrato da Roaché che lo porta al sicuro in un capannone del porto dove i servizi segreti francesi hanno installato una piccola base operativa. Durante un ulteriore scontro con l'esercito, Godzilla crolla sotto i colpi dei siluri dei sottomarini e viene dato per morto. Roaché e Niko intanto decidono di collaborare addentrandosi nel sottosuolo di New York alla ricerca delle uova del mostro. Ma i due non sono gli unici a scendere sotto la superficie di New York: anche Audrey e Animal, contro il parere della moglie Lucy, li seguono per filmare un altro sensazionale scoop, dopo che il cameraman aveva seguito Nik in precedenza.
Quando i due gruppi si incrociano, scoprono entrambi una gigantesca galleria scavata dal mostro sotto il vecchio sistema della metropolitana, allo scopo di predisporre un nido per le enormi uova, deposte all'interno del Madison Square Garden. Allo schiudersi delle uova i due gruppi sono costretti alla fuga, ma il team di francesi di Roaché vengono uccisi dai piccoli, ma già letali rettili, in quanto li scambiano per pesce a causa del forte odore di tutto quel cibo accumulato dal loro genitore. Audrey, Victor, Niko e Roaché, dopo un lungo inseguimento, riescono a trasmettere grazie a Victor e ai mezzi presenti all'interno del Madison Square Garden, le immagini di quello che sta accadendo, allarmando così i militari.
I generali dell'esercito inviano dei caccia F-18 ad abbattere la struttura per sterminare i piccoli mostri, mentre Niko e gli altri riescono a scappare appena in tempo. Niko e Audrey si riconciliano ma subito dopo riprendono a fuggire perché Godzilla, tutt'altro che morto, è tornato e ora vuole vendicarsi dell'uccisione della sua nidiata.
Dopo aver visto la morte in faccia, Audrey, Victor, Niko e Roaché, incastrano l'immenso rettile sul ponte di Brooklyn dando modo agli aerei da guerra di uccidere la bestia. Tutti plaudono al grande successo, Roaché, ruba il filmato di Animal promettendo di restituirlo, dopo aver eliminato il coinvolgimento dei francesi, ma sotto le macerie del Madison Square Garden, era rimasto un uovo integro, che si schiude lasciando uscire una nuova creatura.

## Produzione

### Sviluppo
Il produttore statunitense Harry G. Saperstein ricevette il permesso dalla casa di produzione cinematografica, Toho, dopo dieci anni, per girare un film di Godzilla per il mercato americano. Saperstein inizialmente contattò la Sony per girare un film su Mr. Magoo, ma il soggetto fu cambiato a causa della disponibilità dei diritti di Godzilla. La Sony si interessò, e propose il progetto alla Columbia Pictures, che rifiutò, ritenendo il soggetto "ridicolo". I responsabili della Sony si orientarono sulla TriStar, ma furono inizialmente respinti.
Disperato, il produttore della Sony, Cary Woods, si recò direttamente da Peter Guber, l'amministratore delegato di Sony. Guber fu entusiasta dell'idea, e lo propose nuovamente alla TriStar. Il vicepresidente della TriStar, Ken Lemberger, si recò a Tokyo nel 1992 per discutere l'acquisto dei diritti di Godzilla dalla Toho. L'offerta iniziale di Sony includeva da 300 000 a 400 000 $ in pagamenti anticipati e la garanzia di una percentuale sui futuri guadagni. In seguito, la Toho inviò alla Sony un documento specificando le caratteristiche di Godzilla, a cui i futuri produttori avrebbero dovuto rimanere fedeli.
Nell'ottobre del 1992, la TriStar Pictures annunciò formalmente l'acquisto dei diritti di Godzilla dalla Toho, per produrre una trilogia di film, con la promessa di restare fedele ai lungometraggi originali giapponesi, mantenendo il tema antinucleare. Dopo questo annuncio, molti produttori dei film originali diedero il loro appoggio al progetto, incluso Haruo Nakajima, che raffigurò il personaggio dal 1954 fino al 1972, Koichi Kawakita, il direttore degli effetti speciali della serie Heisei, Teruyoshi Nakano, il direttore degli effetti speciali degli ultimi film dell'serie Shōwa e Ishirō Honda, il regista del primo film e tanti altri.
Gli sceneggiatori Ted Elliott e Terry Rossio furono incaricati di scrivere il copione, e consegnarono lo script finale nel 1994. Jan de Bont fu incaricato di girare il film, che, negli intenti avrebbe dovuto essere distribuito nell'estate del 1996. Il Godzilla di de Bont non avrebbe avuto una origine nucleare, invece essendo una creatura creata in Atlantide per difendere la Terra dalla minaccia di un mutaforma extraterrestre di nome "Gryphon". Stan Winston e il suo studio vennero incaricati di dirigere gli effetti speciali. De Bont abbandonò il progetto quando la TriStar rifiutò di aumentare il budget previsto di $100–120 milioni.

### Roland Emmerich e Dean Devlin
Prima della distribuzione di Independence Day, il regista Roland Emmerich e il produttore Dean Devlin accettarono l'incarico di produrre Godzilla, ma a condizione di avere la libertà di farlo come volevano, cioè con protagonista una creatura agile e realistica. I due erano stati i primi produttori ad essere stati contattati dall'esecutivo della TriStar, Chris Lee, per girare i film, ma inizialmente rifiutarono l'incarico, considerando l'idea "tonta".
Emmerich scartò il copione di Rossio, bollandolo come materiale che non avrebbe mai voluto fare. Decise di non ricreare il Godzilla originale, volendo interpretarlo a modo suo, deliberatamente ignorando l'origine nucleare del mostro.

### Effetti speciali
Emmerich decise di re-inventare Godzilla, affermando che il disegno originale giapponese "non aveva senso". Scartò anche il Godzilla di De Bont per la sua troppa fedeltà all'originale.
Per disegnare il nuovo Godzilla venne incaricato Patrick Tatopoulos, che successivamente disse che Emmerich pretendeva unicamente che la creatura fosse rapida nella corsa. Fu così che Godzilla, originalmente un robusto rettile marino di postura eretta e plantigrada, divenne un'iguana gigante bipede con la coda tenuta parallela al suolo e con piedi digitigradi. Il colore di Godzilla venne concepito per mimetizzarsi nell'ambiente urbano del film. A un certo punto della produzione, fu proposto di raffigurare il personaggio attraverso il motion capture, ma il risultato fu quello di ottenere un "uomo in costume".
Tatopoulos criticò il Godzilla scolpito dagli artisti degli Stan Winston Studios, dichiarandolo troppo simile al Godzilla originale. Fra le ispirazioni di Tatopoulos troviamo la tigre Shere Khan del film Disney Il libro della giungla, specificamente il suo mento.
Tatopoulos creò quattro disegni e una scultura da presentare a Isao Matsuoka della Toho, al produttore Shogo Tomiyama, e al direttore degli effetti speciali Koichi Kawakita. I tre rimasero silenziosi per qualche minuto dopo la presentazione, scioccati da quanto il nuovo disegno non corrispondesse alle loro aspettative. Tale nuovo disegno fu accettato solo quando Tomiyama convinse l'ormai morente creatore di Godzilla Tomoyuki Tanaka che il nuovo mostro fosse "come Carl Lewis". Il disegno di Tatopoulos fu poi approvato da Matsuoka, che dichiarò che comunque manteneva lo "spirito" del Godzilla originale.

### Sceneggiatura
Malgrado l'appoggio della Toho, la TriStar non aveva ancora dato il via al film. Emmerich e Devlin decisero di scartare la provenienza dalla mitica Atlantide del mostro stabilito da Elliott e Rossio a favore d'una origine provocata da test nucleari. I due decisero di raffigurare il personaggio più come un animale che un mostro, dandogli persino la capacità di scavare come alcune specie di lucertole. Fu brevemente considerato di dargli anche la capacità di cambiare colore come un camaleonte ma l'idea fu scartata.
Emmerich e Devlin decisero di abbandonare l'iconico raggio nucleare del personaggio a favore d'un "alito potenziato", che avrebbe dato a Godzilla l'abilità di spazzare via gli oggetti con il suo ruggito. Questo cambiamento fu rivelato inaspettatamente al pubblico, suscitando l'ira dei fan e costringendo a Emmerich e Devlin di fare dei cambiamenti all'ultimo momento, specificamente, inserendo la capacità dell'alito del mostro di dare fuoco agli oggetti infiammabili. Per accrescere la minaccia di Godzilla, i due diedero al mostro l'abilità di riprodursi asessualmente, generando centinaia di uova. Il primo abbozzo fu consegnato a Sony nel dicembre del 1996, e fu dato a Bob Levin per lanciarlo nel marketing.

### Riprese
Le riprese del film si svolsero dal 1º maggio 1997 al 26 settembre 1997.
Le riprese cominciarono nel maggio del 1997 a New York, per poi spostarsi a Los Angeles in giugno. Le scene ambientate a New York furono girate in 13 giorni, mentre le scene tropicali furono filmate alle Hawaii. Lo United States Marine Corps partecipò al film, con un pilota Marine di riserva, il colonnello Dwight Schmidt, che ebbe il ruolo del pilota che lancia i missili a Godzilla.

## Accoglienza

### Critica
Godzilla ricevette dalla critica recensioni generalmente negative. Solo il 16% di recensioni positive per Rotten Tomatoes, con un voto medio di quattro su dieci, mentre Metacritic diede un voto del 32% basandosi su 23 recensioni. Nel 1999, il film si aggiudicò i Golden Raspberry Awards per la peggior attrice non protagonista, Maria Pitillo, e per il peggior remake o sequel. Il film fu inoltre nominato quale peggior film, peggior regista, e peggior sceneggiatura. La maggior parte delle critiche furono concentrate sulla sceneggiatura, gli attori, e il regista, mentre i fan di Godzilla criticarono la re-interpretazione del personaggio, specialmente la sua corporatura e la mancanza di fedeltà ai film originali.

#### Reazione del regista e del produttore
Emmerich confessò anni dopo che rimpiangeva come la produzione del film era stata condotta, infatti le riprese furono accelerate per terminare la lavorazione in tempo utile per il Memorial Day e la casa di produzione si rifiutò di presentare il film a un pubblico di prova prima della distribuzione. Difese però il risultato finale, affermando che fu meglio di quanto i critici affermavano e che fu comunque redditizio. Emmerich ammise però che non aveva mai preso i film originali sul serio, paragonandoli ai western all'italiana o ai film di Maciste.
Devlin concedette d'aver "pasticciato" Godzilla, incolpando il copione scritto insieme a Emmerich. Secondo Devlin, i due errori principali furono la mancanza di antropomorfizzazione nel personaggio, e il rivelare troppo tardi l'origine di Godzilla invece che nel prologo.

#### Reazione della Toho
Haruo Nakajima e Kenpachiro Satsuma ed il regista Shūsuke Kaneko, criticarono il film e la raffigurazione del personaggio. Nakajima lo paragonò con un'iguana con gli arti da rana, mentre Satsuma dichiarò che al personaggio mancava lo spirito dell'originale. I fan della serie considerarono il Godzilla americano così divergente che lo nominarono "GINO" (Godzilla In Name Only). Kaneko osservò come il Godzilla statunitense fuggiva dalle forze militari invece di affrontarli, teorizzando che gli americani abbiano una difficoltà nell'accettare l'esistenza d'una creatura capace di resistere alle loro armi. Nel 2004, Toho iniziò a marchiare le future incarnazioni del Godzilla della TriStar sotto il nome di "Zilla", una decisione presa dal produttore Shogo Tomiyama e il regista di Gojira - Final Wars Ryūhei Kitamura, ritenendo che la TriStar avesse fatto cadere il prefisso "God" (dio/divinità) da Godzilla nel raffigurarlo come un semplice animale.

## Riconoscimenti
- 1999 - Saturn Award
  - Migliori effetti speciali
  - Nomination Miglior film fantasy
  - Nomination Miglior regia a Roland Emmerich
- 1998 - Razzie Awards
  - Peggior prequel, remake, rip-off o sequel
  - Peggior attrice non protagonista a Maria Pitillo
  - Nomination Peggior film
  - Nomination Peggior regista a Roland Emmerich
  - Nomination Peggior sceneggiatura a Dean Devlin e Roland Emmerich
  - Nomination Peggior moda nei film dell'anno per "Io amo il cattivo gusto dei tie-ins." ("Yo quiero tacky tie-ins.")
- 1999 - BMI Film & TV Awards
  - BMI Film Music Award a David Arnold
- 1998 - European Film Awards
  - Miglior regista a Roland Emmerich

## Sequel
La TriStar, nel 1992, ebbe intenzione di produrre una trilogia di film, dopo l'acquisto dei diritti per Godzilla. Emmerich e Devlin infatti avevano incaricato Ted Murphy di scrivere il copione del primo sequel: avrebbe narrato le vicende dell'ultimo figlio di Godzilla, lottare contro un insetto gigante nella città di Sydney. Lo studio abbandonò il progetto, a causa della mancanza d'entusiasmo da parte del pubblico e dei fan, e sia Emmerich che Devlin si ritirarono dopo dispute sul budget.

## Serie animata
In continuità col film venne prodotta una serie di cartoni realizzati dal 1998-2000. Nella serie, il dottor Tatopoulos scopre l'uovo sopravvissuto, che si schiude e il piccolo considera l'umano come padre adottivo. Negli episodi seguenti, Tatopoulos forma una squadra per assistere Godzilla nella lotta contro varie minacce globali.